# نمایشگاه بین‌المللی سی‌ئی‌اس

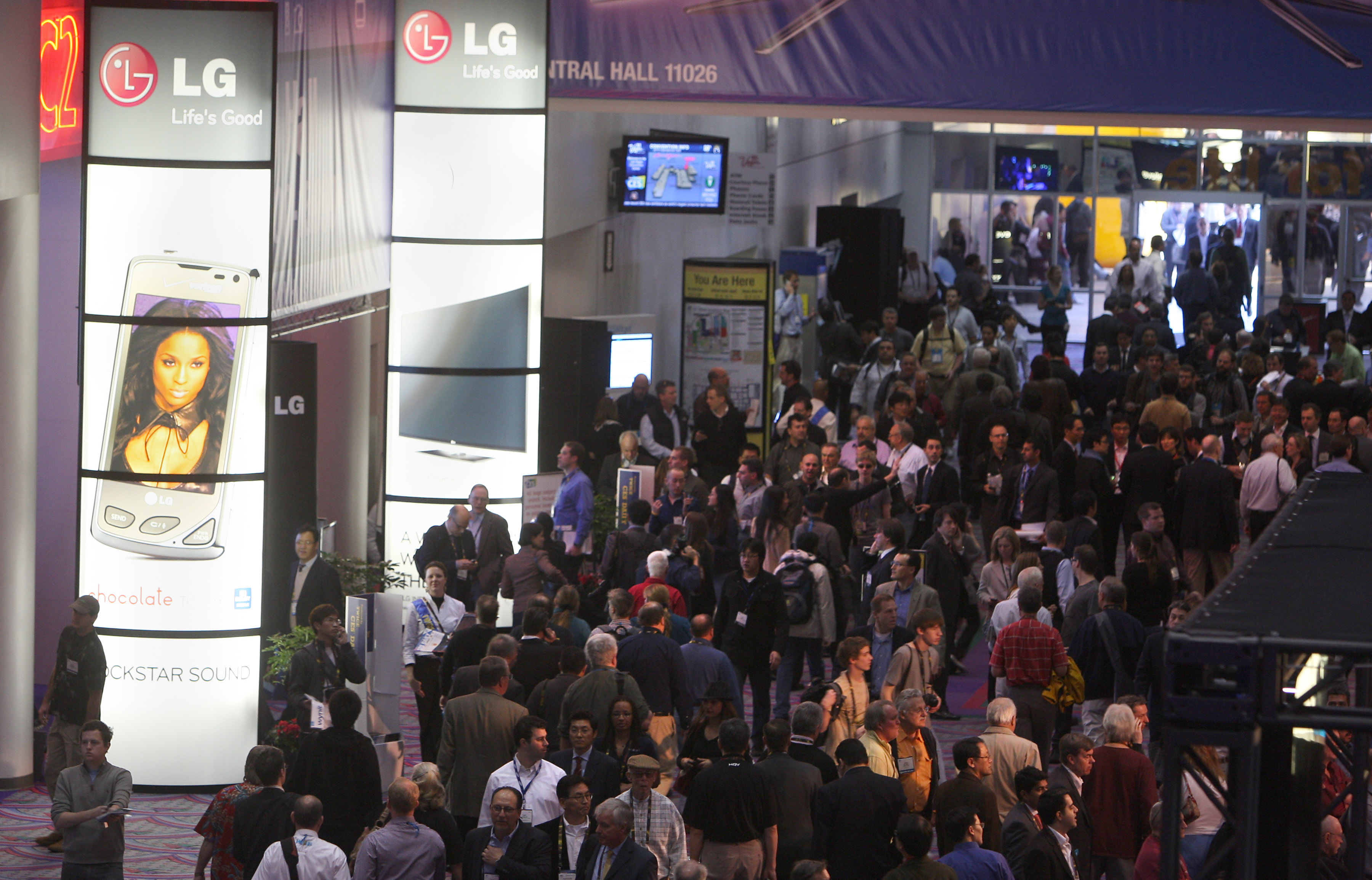
شرکت‌کنندگان در حال دیدار از غرفه ال‌جی الکترونیکس در نمایشگاه سی‌ای‌اس ۲۰۱۰.

نمایشگاه بین‌المللی سی‌ای‌اس (به انگلیسی: International CES) (عبارت کوتاه شدهٔ Consumer Electronics Show) به معنای نمایشگاه الکترونیک مصرفی می‌باشد. عمدهٔ کار این نمایشگاه عرضه نو آوری‌ها در زمینه تکنولوژی است. این نمایشگاه در ژانویه هر سال شروع به کار می‌کند. محل کنونی این نمایشگاه در درهٔ لاس وگاس ایالت نوادا در ایالات متحده آمریکا قرار دارد. این نمایشگاه بازدید برای عموم ندارد و فقط با مجوز می‌توان وارد آن شد.
نمایشگاه بین‌المللی سی‌ای‌اس انجمنی جهانی برای افرادی است که می‌خواهند در صنعت فناوری به پیشرفت و شکوفایی دست یابند و خود را به دنیا و مشتاقان فناوری معرفی کنند. این نمایشگاه هر ساله در لاس وگاس برگزار می‌شود که بیش از ۴۰ سال به عنوان مکانی تأیید شده به مبتکران و فناوری‌های موفق خدمت می‌کند. این سکوی جهانی معرّف و پذیرای ابتکارات نسل‌های آینده در بازار خواهد بود.
بیش از ۳۵۰۰ شرکت‌کننده از این نمایشگاه میان‌کشوری به عنوان ویترین خود بهره می‌برند که از این میان می‌توان به تولیدکنندگان، طرّاحان، تأمین‌کنندگان بخش سخت‌افزاری فناوری، سیستم انتقال فناوری اطلاعات و فراتر از آن به فراهمایی‌های ۲۵۰ جلسه‌ای همراه با صد و پنجاه هزار شرکت‌کننده از ۱۴۰ کشور مختلف جهان اشاره کرد.
ازآنجایی‌که این گردهمایی نمایندهٔ صنعت ۲۸۰ میلیارد دلاری تجهیزات الکترونیکی در امریکاست و توسط انجمن تجهیزات الکترونیکی مصرف‌کنندگان و انجمن تجاری فناوری، تولید و پشتیبانی می‌شود، توانسته توجه سران تجاری و ایده پردازان پیش‌کسوت را به میز خطابه جلب کند که پشت آن مسائل مرتبط با این صنعت مورد بحث قرار می‌گیرند.

## تاریخچه

### ۱۹۶۷
سی‌ای‌اس برای اولین بار در ماه ژوئن سال ۱۹۶۷ در شهر نیویورک برگزار شد. در این نمایشگاه ۱۴ کمپانی از جمله ال‌جی، موتورولا و فیلیپس در مساحتی بالغ بر ۹۰۰۰ مترمربع به معرفی و نمایش محصولات خود پرداختند. سی‌ای‌اس یکی از شاخه‌های فستیوال موسیقی شیکاگو بود که بعدها مسیر خود را از آن جدا و بدل به یکی از مهم‌ترین و پربازدیدترین نمایشگاه‌های جهان شد. اولین دوره از برگزاری نمایشگاه سی‌ای‌اس به محلی برای عرضهٔ محصولات سخت‌افزاری و عرض‌اندام کمپانی‌های ژاپنی تبدیل شده بود.

### ۱۹۶۹
دومین دورهٔ نمایشگاه نیز در هتل‌های شهر نیویورک برگزار شد. در این دوره تلویزیون ۱٫۵ اینچی پاناسونیک که وزنی در حدود یک کیلوگرم داشت، توجهات بسیاری را به خود جلب کرد. علاوه بر این، در این نمایشگاه رادیوهایی در قالب هدست عرضه شد که بر اساس گزارش منتشر شده در نیویورک‌تایمز، کاربران را شبیه به انسان‌های فضایی می‌کرد که در فیلم‌های آن زمان نمایش داده می‌شد. این نمایشگاه بیشتر به محلی برای عرضهٔ آخرین مدل‌های تلویزیون و رادیوها اختصاص یافته بود.

### ۱۹۷۱
در این سال نمایشگاه سی‌ای‌اس به شیکاگو منتقل شد و تا سال ۱۹۷۷ در این شهر برگزار شد. نمایشگاه این سال تحت تأثیر پخش‌کنندهٔ ویدئوی سونی قرار گرفته بود. سونی با نمایش U-Matic VCR در این نمایشگاه، عرضهٔ تجاری آن را در سال ۱۹۷۱ آغاز کرد. بزرگ‌ترین تجهیزاتی که در این نمایشگاه عرضه شد، مخصوص به تجهیزات صوتی بود که نوارهای کاست ۸-track و کاست‌های صوتی قابل نوشتن از جملهٔ این محصولات بودند. در این نمایشگاه محصولاتی نیز در قالب هدفون‌ها عرضه شدند که از لحاظ قیمت نیز این روزها گران‌قیمت به نظر می‌رسند! این نمایشگاه با حضور ۲۷۵ کمپانی برگزار شد.

### ۱۹۷۲
در نمایشگاه سال ۱۹۷۲ تعداد بازدیدکنندگان از لوازم الکترونیکی مصرفی، ۴۰۰۰۰ نفر اعلام شد که دو برابر تعدادی بود که از اولین دورهٔ نمایشگاه بازدید به عمل آورده بودند. در این نمایشگاه حدود ۳۰۰ کمپانی فعال در حوزهٔ الکترونیک حضور داشتند. محصولاتی که در این نمایشگاه با نوآوری خود توجهات بسیاری را جلب کردند، دستگاه‌های پخش خودرو و هدفون‌های بودند که در سال ۱۹۷۳ نیز مشتریان بسیاری را به سوی خود جلب کردند. با آغاز سال ۱۹۷۳ میلادی، این نمایشگاه دو بار در سال برگزار می‌شد.

### ۱۹۷۴
پخش‌کنندهٔ دیسک لیزری برای اولین بار در این نمایشگاه به نمایش عموم گذارده شد، درحالی‌که عرضهٔ تجاری آن تا سال ۱۹۷۸ به طول انجامید.

### ۱۹۷۵
نمایشگاه این سال نیز تحت تأثیر صنعت موسیقی قرار داشت و محصولات عرضه‌شده برای آن با استقبال زیادی مواجه شده و بسیاری از کمپانی‌ها نیز محصولاتی در این حوزه عرضه می‌کردند. هرچند کنسول Pong با عرضه در این نمایشگاه خود را به‌عنوان جانشین خلف کنسول آتاری مطرح کرد.

### ۱۹۷۷
در سال ۱۹۷۷ تعداد بازدیدکنندگان از این نمایشگاه به ۵۰۰۰۰ نفر رسید و کمپانی‌های حاضر نیز به ۷۰۰ عدد افزایش یافته بودند. حضور ساعت‌های دیجیتال در این نمایشگاه با استقبال خوبی مواجه شد و یکی از نمونه‌های عرضه‌شده ساعت دیجیتالی ۲۰ دلاری Texas Instrument بود.

### ۱۹۷۸
این دوره اولین نمایشگاهی بود که در زمستان در لاس‌وگاس برگزار شد و تابه‌حال نیز ادامه دارد. در سال ۱۹۷۸ نمایشگاه زمستانی در لاس‌وگاس و تابستانی در شیکاگو برگزار می‌شد. اولین دوره از نمایشگاه که در لاس‌وگاس برگزار شد، مساحتی بالغ بر ۴۶۰۰۰ مترمربع را شامل می‌شد. این نمایشگاه نیز به تسخیر محصولات و تجهیزات موسیقی درآمده بود.

### ۱۹۷۹
آتاری در این نمایشگاه رایانهٔ شخصی ۸ بیتی خود را با نام‌های آتاری ۴۰۰ و آتاری ۸۰۰ به معرض تماشای عموم گذاشت.

### ۱۹۸۰
در نمایشگاه این سال غرفه‌داران قادر به استفاده از غرفه‌های تبلیغات شدند که می‌توانست منجر به یافتن راه‌های بهتری برای تبلیغات در رادیو و تلویزیون گردد.

### ۱۹۸۲
سال ۱۹۸۱ دیسک فشرده و دوربین‌های کوچک یا به اصطلاح کم‌رکوردر پا به عرصهٔ وجود نهادند؛ اما نمایشگاه سال ۱۹۸۲ را می‌توان به جولان‌گاه کمودور ۶۴ و وکترکس از وسترن تکنولوژی عنوان کرد.

### ۱۹۸۴
نمایشگاه سال ۱۹۸۴ رکورد بازدیدکنندگان تا آن سال را شکست، به‌طوری‌که در این سال در حدود ۱۰۰۰۰۰ نفر از این نمایشگاه بازدید به عمل آوردند. این نمایشگاه در حوزهٔ نرم‌افزار و بازی‌های کامپیوتری میزبان محصولات فراوانی بود. شاید مهم‌ترین اتفاق در این نمایشگاه ظهور کامپیوتر خانگی آمیگا بود.

### ۱۹۸۵
نمایشگاه این سال تحت تأثیر کنسول بازی پرطرفدار نینتندو قرار گرفت.

### ۱۹۸۸
مطمئناً نام بازی پرطرفدار تتریس به گوش شما خورده‌است. در این سال بازی تتریس توسط هنک‌راجرز برای کنسول گیم‌بوی نینتندو عرضه شد.

### ۱۹۹۰
در نمایشگاه این سال تعداد بازدیدکنندگان از نمایشگاه زمستانی که در وگاس برگزار می‌شد از نمایشگاه تابستانی شیکاگو پیشی گرفت. نکتهٔ حائز اهمیت در این نمایشگاه حضور ۱۶۰۰ خبرنگار بود.

### ۱۹۹۳
سال ۱۹۹۲ آخرین سالی بود که اپل در نمایشگاه سی‌ای‌اس حضور داشت. در این سال جان اسکالی رایانهٔ ناموفق نیوتون اپل را در سخنرانی خود معرفی کرد. در نمایشگاه سال ۱۹۹۳ سونی مینی‌دیسک خود را معرفی کرد که قادر به ذخیرهٔ ۷۴ دقیقه فایل صوتی در خود بود. این میزان در سال ۱۹۹۳ یک موفقیت بزرگ به‌شمار می‌رفت.

### ۱۹۹۵
در این سال، چهار دفعه نمایشگاه سی‌ای‌اس برگزار شد. اولین نمایشگاه در وگاس، دومین و سومین در شیکاگو و چهارمین در مکزیکو سیتی به نمایش درآمد.

### ۱۹۹۷
در سال ۱۹۹۷ نمایشگاه سی‌ای‌اس برای اولین بار در مساحتی برابر با ۹۲۰۰۰ مترمربع برگزار شد. سال ۹۷ نیز نمایشگاه‌های دیگری با عنوان سی‌ای‌اس در نقاط دیگری همچون آتلانتا و دالاس نیز برگزار شد، اما سال ۹۹ پایانی بر برگزاری چندبارهٔ سی‌ای‌اس طی یک سال بود و ازآن‌پس سی‌ای‌اس هر سال در وگاس و در اولین روزهای سال نوی میلادی برگزار می‌شد.

### ۲۰۰۳
پس از سال ۱۹۹۹ و برگزاری نمایشگاه سی‌ای‌اس برای یک‌بار در طول سال در وگاس، این نمایشگاه شاهد افزایش خارق‌العاده‌ای در بازدیدها شد. از سال ۲۰۰۳ این نمایشگاه تبدیل به محلی برای سخنرانی مدیرعامل مایکروسافت به‌عنوان سخنران اصلی شد که اغلب بیل گیتس این وظیفه را بر عهده می‌گرفت. در سال ۲۰۰۳ نمایشگاه سی‌ای‌اس شاهد تولد بلوری بود.

### ۲۰۰۵
در سال ۲۰۰۵ نمایشگاه سی‌ای‌اس بدل به بزرگ‌ترین نمایشگاه فناوری سال شده بود که میزان بازدیدکنندگان از آن ۱۵۰۰۰۰ تخمین زده شد. با افزایش اهمیت حضور این نمایشگاه شاهد حضور چهره‌های معروفی نیز در این نمایشگاه بودیم. بیل گیتس نیز همچنان به‌عنوان سخنران اصلی مراسم ایفای نقش می‌کرد تا اینکه در سال ۲۰۰۸ از سمت مدیرعاملی استعفا داد.

### ۲۰۱۲
سال ۲۰۱۲ آخرین دوره‌ای بود که مایکروسافت سخنرانی اصلی را بر عهده گرفته بود چراکه ردموندی‌ها در این دوره اعلام کردند که دیگر در سی‌ای‌اس حضور نخواهند داشت. این نمایشگاه رکورد بیشترین مساحت را در کنار بیشترین تعداد بازدیدکننده به خود اختصاص داد.
لیست طبقه‌بندی محصولات:

### برخی از محصولات ارائه شده
1. - پرینتر ۳ بعدی
2. - لوازم جانبی
3. - لوازم صوتی
4. - تجهیزات الکترونیکی اتومبیل
5. - تأسیسات مربوط به ارتباطات
6. - سرویس نرم‌افزار و سخت‌افزار کامپیوتری
7. - تولید و توزیع منابع اطلاعات
8. - عکاسی و تصاویر دیجیتالی
9. - گیم‌های الکترونیکی
10. - ورزش و تناسب اندام
11. - سلامت و فناوری زیستی
12. - خدمات اینترنتی
13. - رسانه‌های آنلاین
14. - روبات‌سازی
15. - انواع حسگرها
16. - بازار هوشمند
17. - سرمایه‌های اولیه
18. - کلیپ‌های تصویری
19. - پوشاک
20. - خدمات و دستگاه‌های بی‌سیم

### ۲۰۱۳
مراسم سی‌ای‌اس ۲۰۱۳ از ۸ الی ۱۱ ژانویه در مرکز کنوانسیون لاس وگاس برگزار شد که بیش از ۳۰۰۰ غرفه دار در این نمایشگاه کالاهای خود را به نمایش گذاشتند. از برترین تکنولوژی‌ها این سال می‌توان به رونمایی از لوازم سه بعدی، صوتی تصویری، زندگی دیجیتال، دستگاه‌های وایرلس اشاره کرد

### ۲۰۱۴
در نمایشگاه بین الملی سی‌ای‌اس که به مدت یک هفته در نوادای لاس وگاس برگزار شد تا اولین گوشی هوشمند Li-Fi دنیا را به نمایش بگذارند.

### ۲۰۱۵
این نمایشگاه در سال ۲۰۱۵ رنگ بویی دیگری را در لاس وگاس به راه انداخت که بیش از ۳۶۰۰ شرکت و ۱ میلیون و ۷۰۰ هزار شرکت کننده در آن حضور داشتند.
- از برترین دست‌آوردهای این نمایشگاه می‌توان به فروش فوق‌العاده و پیشروی در تکنولوژی چاپ سه بعدی اشاره کرد.
- سامسونگ از تلویزیون‌های 4k خود با ۱۰۵ اینچ رونمایی کرد
- الجی از گوشی‌های نسل دوم اندروید خود رونمایی کرد و چند تلویزیون اولد
- شارپ از تلویزیون 8k اولترا اچ دی خود رونمایی کرد

### ۲۰۱۶
در این سال نمایشگاه در لاس وگاس سالن کازینو و نمایشگاه ساندرز قرارگرفت که تحت تدابیر امنیتی شدید با حضور پلیس و سگ‌های بمب یاب به مدت یک هفته ادامه پیدا کرد.

### ۲۰۱۷
در نمایشگاه سال ۲۰۱۷ که پلیس تضمین امنیت این نمایشگاه را داده بود دو لپتاپ ریزر به سرقت رفت؛ و از این سو سخنگوی این شرکت این سرقت را دزدی اطلاعات نامید و برای شناسایی دزد مبلغ ۲۵ هزار دلار جایزه تایین کرد.

### ۲۰۱۸
نمایشگاه سی‌ای‌اس ۲۰۱۸ از تاریخ ۹ الی۱۲ ژانویه برگزار شد و شاهد حضور شرکت‌های بزرگ دنیا مانند آمازون، گوگل، انویدیا بود. در این سال ۳۱ جایزه نوآوری جدید نیز به شرکت‌های برتر تکنولوژی دنیا ارائه شد.
از نوآوری‌های این نمایشگاه می‌توان به.
- کوچکترین سنسور UV محصولی از اورآل برای کاهش خطر ابتلا به سرطان
- Xenoma لباس هوشمند برای بیماران مبتلا به زوال عقل
- هدست واقعیت مجازی HTC Vive Pro
- تلویزیون ۱۴۶ اینچی MicroLED سامسونگ
- تلویزیون تاشوی OLED ال جی
  - آنالیزور مو SalonLab
- اسکنر پوست موسوم به SkinScanner
- وایت برد دیجیتال Flip
- اولین دوربین ۳۶۰ درجه در قالب گجت پوشیدنی

### ۲۰۱۹
نمایشگاه سی‌ای‌اس در سال ۲۰۱۹ از تاریخ ۸ام ژانویه ۲۰۱۹ (۱۸ دی‌ماه ۹۷) آغاز می‌شود. در اولین نشست خبری این نمایشگاه شرکت‌هایی همچون هایسنس، هیوندای، اینتل، ال جی، پاناسونیک، کوالکام، سامسونگ، سونی و تویوتا شرکت خواهند کرد.
از نوآوری‌هایی که تا این لحظه حضورشان در این نمایشگاه قطعی شده‌است می‌توان به.
- Aircharge در نمایشگاه CES 2019
- نسل سوم پردازنده‌های Razen
- ایسوس با تبلت ۱۰ اینچی با سیستم عامل کروم
- کانن پاورشات G7 X Mark III

### فهرست نوآوری‌های تأثیرگذار
اولین گردهم‌آیی سی‌ای‌اس در ماه ژوئن ۱۹۶۷ در شهر نیویورک برگزار شد و از آن زمان تاکنون هزاران هزار محصول هر ساله در این نمایشگاه معرفی می‌شوند که از میان آن‌ها می‌توان به محصولاتی اشاره کرد که به معنای واقعی زندگی ما را دگرگون کردند. در ذیل به برخی از آن‌ها اشاره خواهیم کرد:
- یک دستگاه ویدئو در سال ۱۹۷۰
- پلیر دیسک لیزری در سال ۱۹۷۴
- دوربین فیلم‌برداری در سال ۱۹۸۱
- سی دی پلیر در سال ۱۹۸۱
- فناوری صوت دیجیتالی در سال ۱۹۹۰
- دیسک فشرده تعاملی در سال ۱۹۹۱
- دیسک فشرده مینی در سال ۱۹۹۳
- سیستم دادهٔ رادیویی در سال ۱۹۹۳
- سیستم ماهوارهٔ دیجیتالی در سال ۱۹۹۴
- دیسک چندمنظوره دیجیتالی DVD در سال ۱۹۹۶
- تلویزیون با کیفیت برتر و دیسک هارد جدا تصاویر ویدئویی در سال ۱۹۹۹
- رادیو با صوت دیجیتالی در سال ۲۰۰۰
- مایکروسافت Xbox در سال ۲۰۰۱
- تلویزیون پلاسما در سال ۲۰۰۱
- سرور رسانه‌ای خانگی در سال ۲۰۰۲
- رادیو باکیفیت HD در سال ۲۰۰۳
- دی‌وی‌دی Blu-Ray در سال ۲۰۰۳
- تلویزیون دیجیتالی و ویدئو رکوردر در سال ۲۰۰۳
- رادیو HD در سال ۲۰۰۴
- تلویزیون اینترنتی IP در سال ۲۰۰۵
- خدمات پر سروصدای مربوط به محصولات دیجیتالی در سال ۲۰۰۶
- همگرایی جدید محصولات و فناوری در سال ۲۰۰۷
- تلویزیون OLED در سال ۲۰۰۸
- تلویزیون سه‌بعدی HD در سال ۲۰۰۹
- تبلت‌ها، نوت بوک‌ها و دستگاه‌های اندرویدی در سال ۲۰۱۰
- تلویزیون متصل، لوازم هوشمند، محصولات برقی لانه‌زنبوری شرکت فورد و موتورولا و آواتار Kinect مایکروسافت در سال ۲۰۱۱
- نرم‌افزارهای سه‌بعدی کتاب‌خوان OLED، تبلت‌های ۴ اینچی اندروید در سال ۲۰۱۲
- تلویزیون فوق HD و OLED انعطاف‌پذیر، فناوری اتومبیل‌های بی‌سرنشین در سال ۲۰۱۳
- پرینترهای ۳ بعدی، فناوری حسگر و UHD خمیده ۲۰۱۴